# Ley de Zonificación de 1916 (Nueva York)

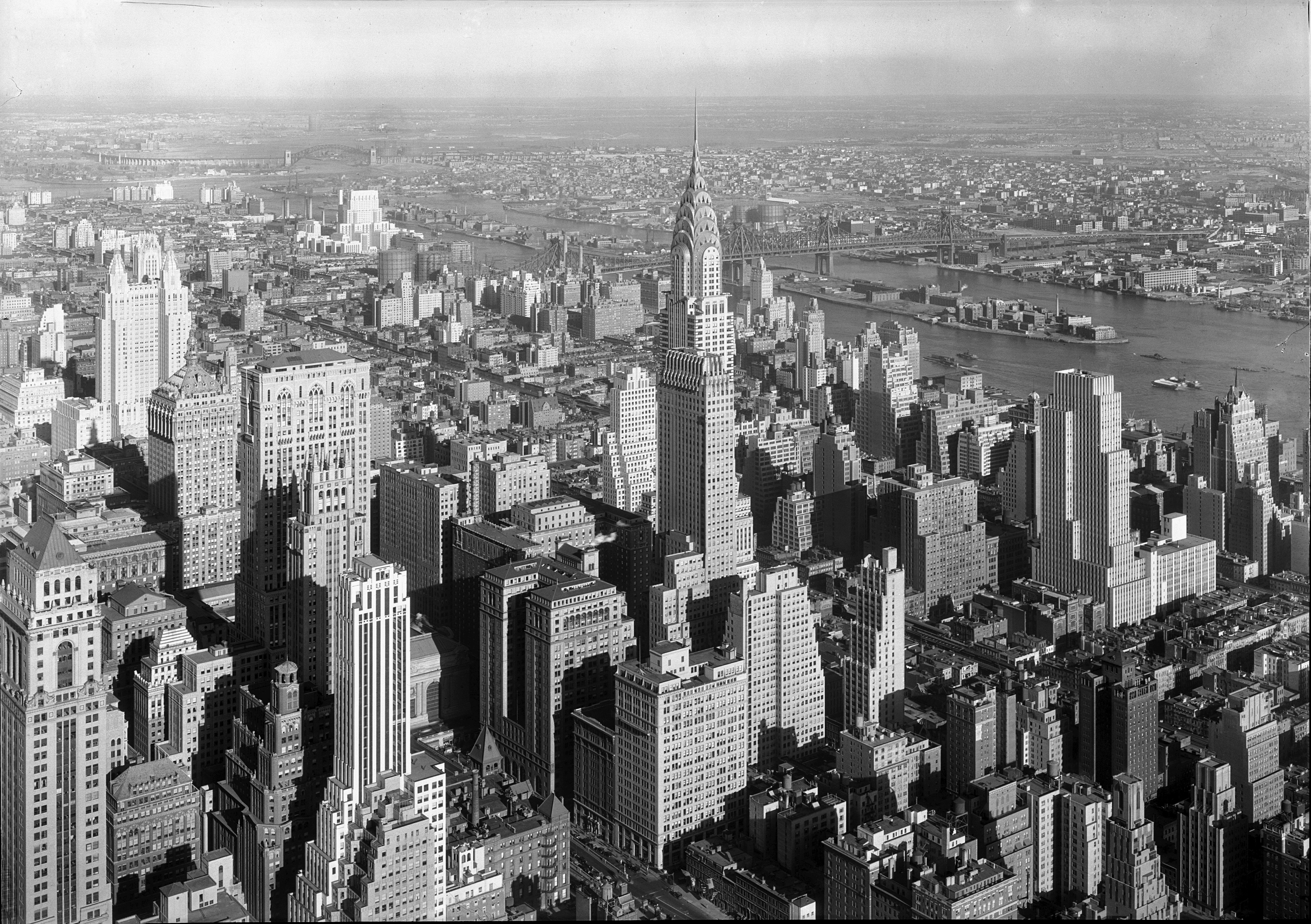
Midtown Manhattan en 1932, mostrando los resultados de la Ley de Zonificación

La Ley de Zonificación de 1916 que adoptó la ciudad de Nueva York en ese mismo año, fue una medida adoptada principalmente para evitar que grandes edificios como el Equitable Building ocultaran la luz y el aire, impidiendo que estos elementos llegaran a las calles. Se establecieron límites en cuanto a la masificación de edificios de cierta altura, generalmente estableciendo una serie de retranqueos y, aunque no se establecieron límites de altura, sí se restringía a limitarse a un porcentaje de su tamaño.
El delineante arquitectónico Hugh Ferriss popularizó esta nueva normativa en 1922 a través de una serie de estudios de volumetría, descriptiva de las formas posibles y cómo maximizar los volúmenes de construcción. Los rascacielos Art decó de los años 20 y 30 son el resultado directo de la presente resolución.
A mediados del siglo XX, la mayoría de los nuevos edificios de Estilo Internacional, habían cumplido los requisitos relativos a los retranqueos, al adoptar el uso de plazas o edificios de baja altura que rodeaban generalmente a una torre monolítica centrada en el conjunto. Este enfoque fue criticado por su hostilidad y, entre otras cosas, llevó a reformar la ley en 1961.